# Sougé-le-Ganelon
Sougé-le-Ganelon is een gemeente in het Franse departement Sarthe (regio Pays de la Loire). De plaats maakt deel uit van het arrondissement Mamers. Sougé-le-Ganelon telde op 1 januari 2022 832 inwoners.

## Geografie
De oppervlakte van Sougé-le-Ganelon bedroeg op 1 januari 2022 18,11 vierkante kilometer; de bevolkingsdichtheid was toen 45,9 inwoners per km².

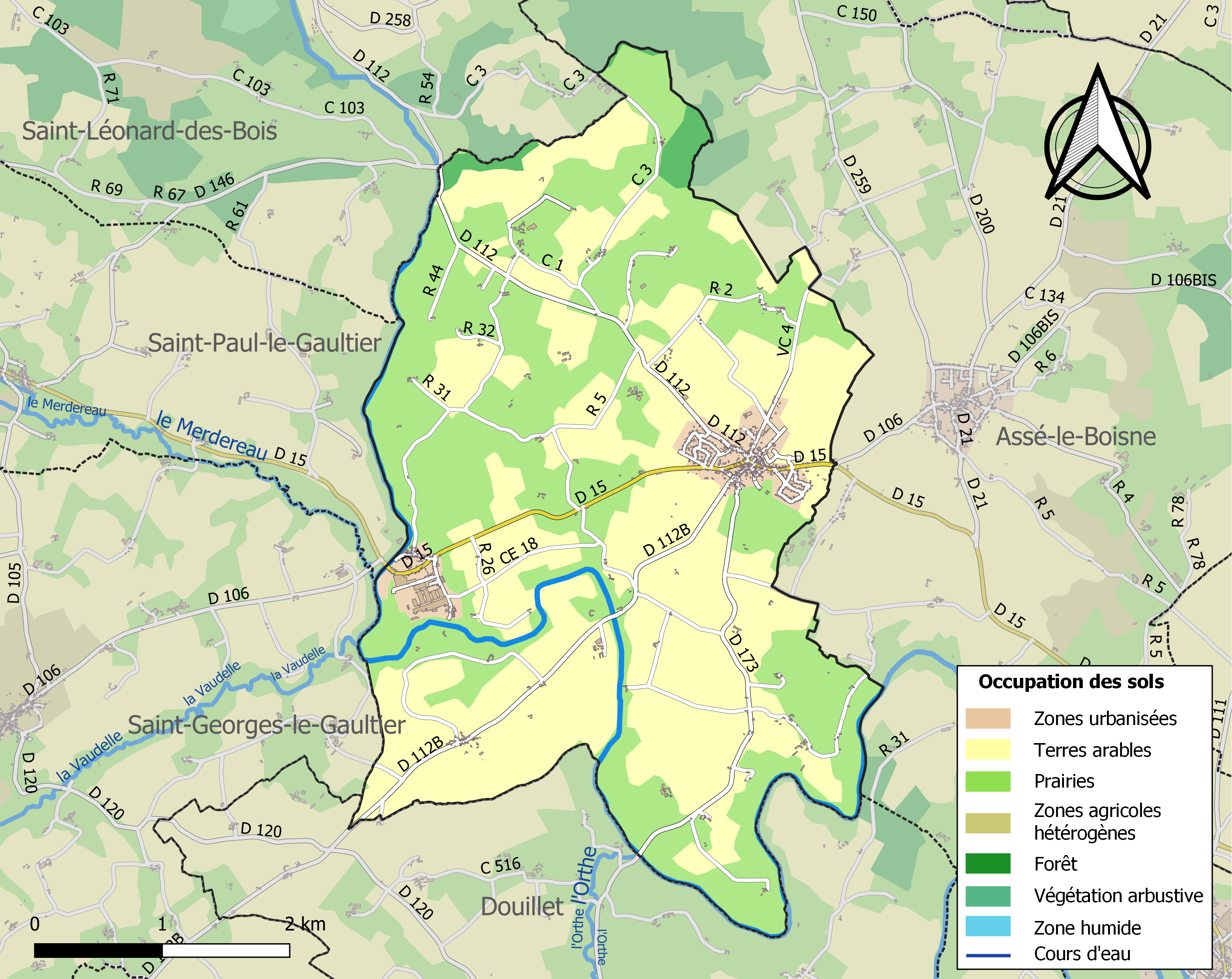
Kaart van de gemeente met de belangrijkste infrastructuur, bodemgebruik en omliggende gemeenten

## Demografie
Onderstaande figuur toont het verloop van het inwonertal (bron: INSEE-tellingen).